# Soanierana Ivongo
Soanierana Ivongo är en ort i Madagaskar.   Den ligger i regionen Analanjiroforegionen, i den nordöstra delen av landet, 300 km nordost om huvudstaden Antananarivo. Soanierana Ivongo ligger 117 meter över havet och antalet invånare är 39 271.
Terrängen runt Soanierana Ivongo är platt söderut, men åt nordväst är den kuperad. Havet är nära Soanierana Ivongo åt sydost.  Det finns inga andra samhällen i närheten. 